# Rampa para silla de ruedas

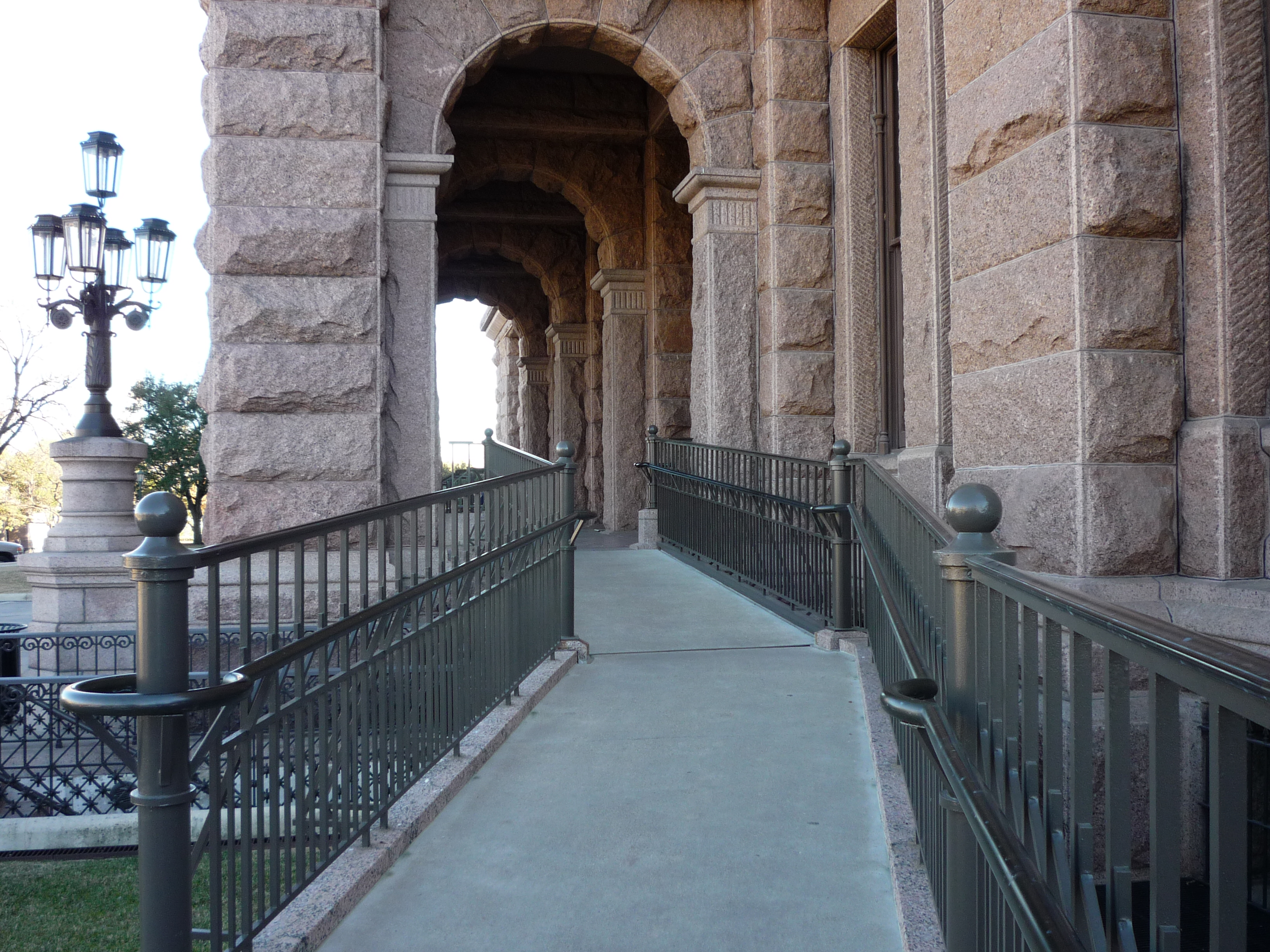
Rampa para silla de ruedas en edificio

Una rampa para silla de ruedas es un plano inclinado instalado además o en lugar de una escalera para el acceso a un edificio o plataforma a distinto nivel.
Las rampas permiten un acceso más cómodo a usuarios de silla de ruedas, andadores, coches de niños y otros objetos rodante

## Descripción

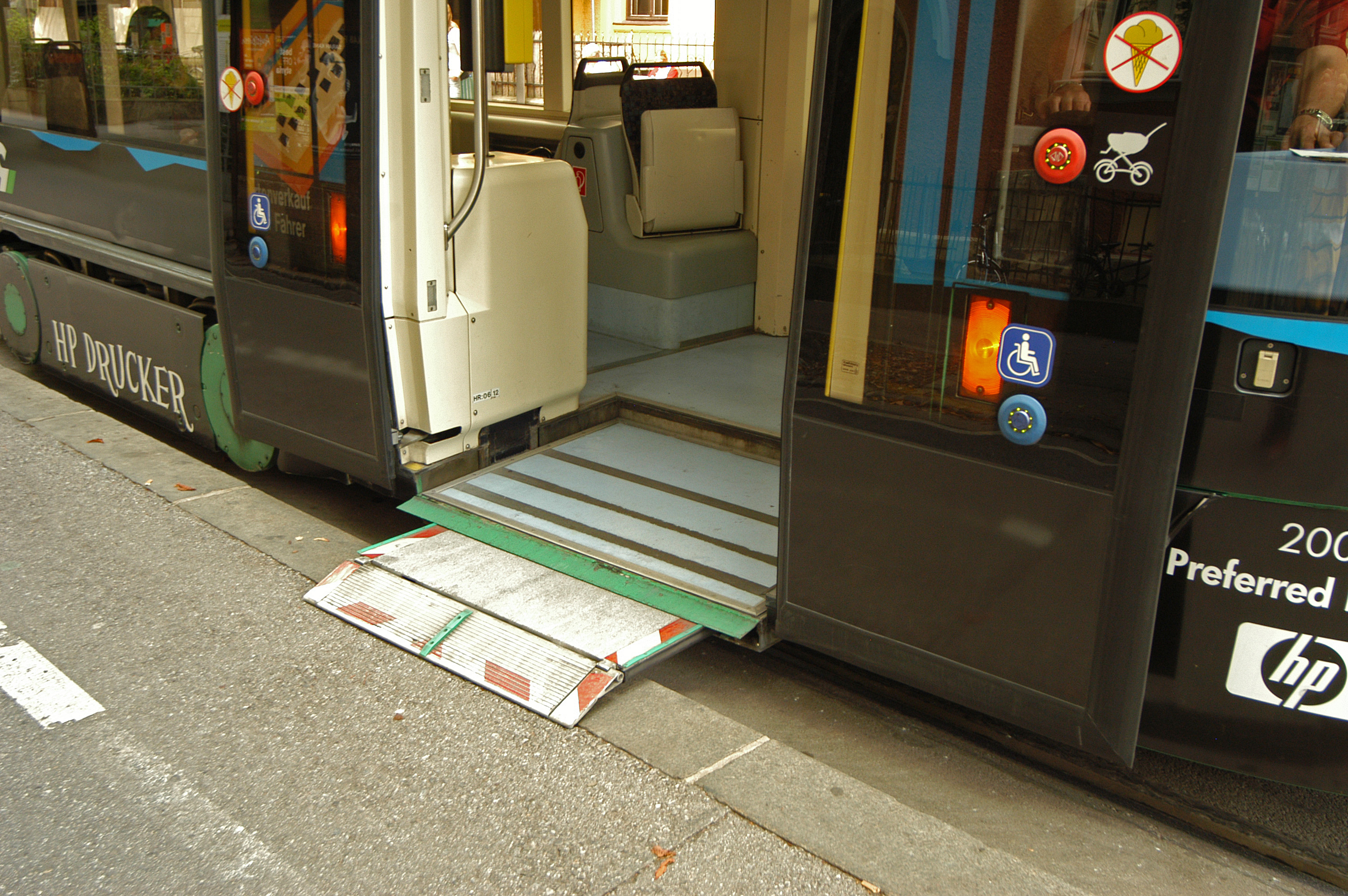
Rampa para silla de ruedas en un transporte público

Una rampa de estas características puede ser permanente, semipermanente o portátil. Las rampas permanentes se diseñan para ser atornilladas o construidas en el lugar de uso. Las rampas semipermanentes se apoyan sobre el suelo o pavimento y suelen ser utilizadas a medio plazo. Ambas son por lo general de aluminio, cemento o madera. 
Las portátiles suelen ser de aluminio y fáciles de plegar para facilitar su transporte y se destinan principalmente al uso doméstico y de edificios, pero también pueden utilizarse en furgonetas para cargar un dispositivo de movilidad no ocupado o para cargar un dispositivo de movilidad ocupado cuando tanto el dispositivo como el pasajero son fáciles de manejar.
Las rampas deben ser diseñadas cuidadosamente para poder ser útiles. En muchos lugares, las leyes dictan un ancho mínimo y una pendiente máxima. En general, una inclinación reducida son más fáciles de recorres para los usuarios de silla de ruedas y son más seguras en lugares con climas fríos, donde puede haber heladas, cencelladas y similares. Por otra parte, consumen más espacio y requiere una mayor distancia para recorrerlas. En algunos casos, es preferible recurrir a un elevador o algún otro tipo de salvaescaleras o plataforma elevadora.
En muchos países, este tipo de rampas y otras infraestructuras para facilitar el acceso universal se encuentran en los códigos de edificación. A escala internacional, la Convención Internacional sobre los Derechos de las Personas con Discapacidad recomienda a las naciones tomar partido en este sentido para "permitir que personas con discapacidades puedan vivir independientes y participar completamente en todos los aspectos de la vida", con estándares mínimos.

## En vehículos

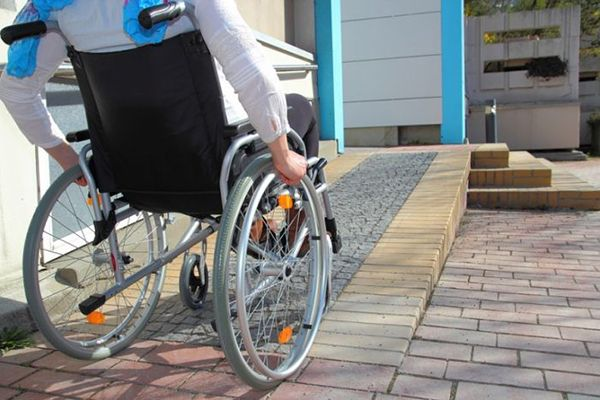
Acceso a la rampa en silla de ruedas

Los vehículos accesibles (véase Wheelchair accessible vehicles) pueden también incluir una rampa para facilitar la entrada y salida. Estas pueden formar parte del chasis o ser diseños portátiles. La mayor parte de compañías de automóviles ofrecen la posibilidad de equipar sus vehículos con este tipo de equipamiento.